# Општина Делени (Јаши)
Делени (рум. Deleni) општина је у Румунији у округу Јаши.
Oпштина се налази на надморској висини од 182 m.